# Jana Bellin
Jana Bellin [nacida Jana Malypetrová] (Praga, 9 de diciembre de 1947), es una jugadora de ajedrez británica de origen checoslovaco, que obtuvo el título de Maestro Internacional Femenino (WIM) en 1969, y el de Gran Maestro Femenino (WGM) en 1982.

## Biografía y trayectoria
Nieta del tercer primer ministro de Checoslovaquia, Jan Malypetr, Bellin es médico especialista en anestesiología, y trabaja en el servicio de cuidados intensivos en el Sandwell General Hospital de West Bromwich. Es también miembro de la comisión médica de la Federación Internacional de Ajedrez (FIDE), que supervisa los controles antidopaje de los jugadores. Bellin estuvo casada en primer lugar con el Maestro Internacional William Hartston, posteriormente con el Gran Maestro Tony Miles y más tarde con el Maestro Internacional Robert Bellin, con quien tiene dos hijos, Robert (nacido en 1989) y Christopher, (nacido en 1991).
Como ajedrecista ha ganado el Campeonato femenino de Checoslovaquia en 1965 y 1967. Después de su matrimonio con Hartston se trasladó a Inglaterra y ganó el Campeonato femenino de Gran Bretaña en 1970, 1971, 1972, 1973, 1974, 1976, 1977 (después de un play-off), y 1979. En las Olimpiadas de ajedrez ha participado en quince ocasiones hasta 2006 y ha ganado una medalla de bronce en 1968 con el equipo de Checoslovaquia, y una de plata en 1976 con el equipo de Inglaterra.